# 일본의 가장 긴 하루
《일본의 가장 긴 하루》(일본어: 日本のいちばん長い日)는 1967년에 개봉된 일본 영화이다. 제작 및 배급은 도호(東宝)에서 한 흑백 영화이다. 오야 소이치(大宅壮一)의 이름으로 발표된 논픽션인 《일본의 가장 긴 하루》(日本のいちばん長い日)를 도호 35주년 기념 작품으로서 영화화했다.

## 개요
제목인 "일본의 가장 긴 하루"란 각료들이 어전 회의에서 항복을 결정한 1945년 8월 14일(12:00)에서부터 천황이 국민에게 육성 라디오 방송을 통해 포츠담 선언 수락을 알린 8월 15일 정오(12:00)까지의 24시간을 가리킨다.
육군 장교들의 반란(궁성 사건)이나 아쓰키 비행장의 고조노 야스나(小園安名) 대좌의 반란, 정부 수뇌부들의 고뇌를 통하여 일본 제국 최후의 하루를 그렸다. 테마와는 달리 이상하게도 나레이션이 많은 것도 영화 팬들 사이에 많은 논의를 불러일으켰다. 지금도 각본가 하시모토 시노부(橋本忍) 론(論)의 중요한 테마이다.
원작자는 일억총백치화 등의 명언을 남긴 비평가 오야 소이치이지만, 당시 문예 춘추 사원이었던 작가 한도 가즈토시의 작품이다. 배우진도 미후네 토시로(三船敏郎) 이하 호화 배역들로 이루어져, 이른바 올스타 영화가 되었다.
마지막의 청년 장교들이 질주하는 모래사장의 광장은 실제 고쿄(皇居)의 니주바시(二重橋) 앞이며, 촬영 허가가 내려지지 않은 장소였다. 감독 오카모토 기하치 (岡本喜八)는 체포를 무릅쓰고 게릴라적으로 로케를 감행했다고 한다.

## 스탭
- 제작:후지모토 사네즈미(藤本真澄), 다나카 도모유키(田中友幸)
- 감독:오카모토 기하치
- 원작:오야 소이치
- 각본:하시모토 시노부
- 음악:사토 마사루(佐藤勝)
- 촬영:무라이 히로시(村井博)

## 출연
- 미후네 토시로 : 아나미 고레치카(阿南惟幾, 육군대신)
- 야마무라 소(山村聡) : 요나이 미츠마사(米内光政, 해군대신)
- 류 치슈(笠智衆) : 스즈키 간타로(鈴木貫太郎, 수상)
- 미야구치 세이지(宮口精二) : 도고 시게노리(東郷茂徳, 외무대신)
- 고스기 요시오(小杉義男) : 오카다 다다히코(岡田忠彦, 후생대신)
- 가가와 료스케(香川良介) : 이시쿠로 다다아쓰(石黒忠篤, 농상대신）
- 시무라 다카시(志村喬) : 시모무라 히로시(下村宏)
- 고다마 기요시(児玉清) : 도다 야스히데 (戸田康英, 시종)
- 구로사와 도시오(黒沢年男) : 하타나카 겐지 소좌(畑中健二, 육군성 군무과원, 반란자)
- 가야마 유조(加山雄三) : 다테노 모리오(館野守男, 아나운서)
- 이토 유노스케(伊藤雄之助) : 노나카 도시오(野中俊雄, 고다마 기지 지휘관)
- 다자키 쥰(田崎潤) : 고조노 야스나(아쓰키 기지 지휘관)
- 마쓰모토 고시로(松本幸四郎) : 히로히토(裕仁)
- 나카다이 다쓰야(仲代達矢) : 나레이터